# 水霊 ミズチ
『水霊 ミズチ』（みずち）は、田中啓文によるホラー小説、及びそれを原作としたホラー映画である。なお、小説と映画では内容が大きく異なっている。

## 小説
古事記を元にした神話をモチーフに、大がかりな伝奇ミステリーとして「水」「イザナギ」「イザナミ」などの関係性を描いている。

## 映画
呪われた水を飲んだものが次々と発狂していく様を描いた「幽霊の出てこないホラー」として製作。
2006年5月27日公開。先行してサイドストーリー『水霊縁起録』全6話が同年5月10日からYahoo!動画にて配信された。DVDの発売は同年9月。セル版にはサイドストーリー同梱、レンタル版は別々にリリースされた。

### あらすじ
震度3から4の地震が頻発する夏のある日。新聞記者の戸隠響子はある老人ホームを訪ねるが、人気はなく廊下には水溜りが出来ている。不気味に思いながらも中を進むと、部屋の1つに目を鋏で潰して自殺した老人がおり、その手には「みずち」と書かれた紙が握られていた。
また、響子の知人だった杜川乙一郎が、“死に水”を調べるため宮崎に行ったまま行方不明になり、両目を抉り取って自殺しているところを発見される。彼のメモ帳には「しにみすをのむな」という一文がいくつも書かれていた。“死に水”について調べ始めた響子は、杜川が生前に黄泉比良坂について話し、飲むと死ぬ呪いの水の“死に水”が“ミズチ”とも呼ばれると語っていたことを思い出し、水道水が死因ではないかと怪しむようになる。しかし、元夫で水道局に勤める岡祐一に事情を説明しても、まともに取り合ってはもらえない。
一方で都内では、異常な喉の乾きを感じるようになった後、自ら目を潰して自殺するという事件がいくつも起きていた。周囲で友人が立て続けに喉の渇きを訴えた渚由美は、水について調べている響子のことを知って新聞社を訪れるが、親交のあった杜川が自殺したことを知ると、動転して響子の前から逃げ出してしまった。
困惑する響子のもとに、祐一から「同僚である野田の娘・美里が杜川と同じように死んだ」と報せが入る。話を聞くため葬式に参列することにするが、そこは響子の住む団地の別の部屋だった。祐一の同僚から話を聞くと、彼の妻は「幽霊が見える」と話しているという。
翌日、響子は由美が落としていった学生証から彼女の通う高校へやってくるが、由美とは昨日から連絡が取れないという。続いて訪問した由美の自宅に人の気配はなく、中は荒れた状態で目玉のような物も転がっている。恐る恐る探索した先で、響子は今まさに首を吊った由美を発見する。由美の命に別状はなかったが、彼女は入院先の病院で自ら首をへし折って死んでしまう。
司法解剖された杜川と美里の遺体にはなんの痕跡もなく、科学的にはただの不審死だと結論付けられていた。響子は呪われた“死に水”を飲んだことが原因だと確信し、最近都内で自殺した人々について調べ始める。すると、自殺者が住んでいた地域の水道はどれも同じ湧き水が水源であり、地震による土砂崩れで濁るようになったことが分かった。頻発する地震の震源の中心辺りには四方平（よもひら）というダムがあり、響子はダムの底から“死に水”が湧いて出ていると結論付ける。
非科学的な呪いの存在を信じず響子の考えを否定する祐一だが、1人で仕事をしていると目が潰れた同僚の幻覚に襲われる。祐一はふとしたきっかけから自分が以前から“死に水”の呪いにかかっていたことに気付くと、友人で医師の大村直治に「自分を生きたまま解剖してほしい」と依頼する。放置された大村の実家の診療所に2人が到着した頃、響子は自分に宛てられた大村からの手紙と、祐一の遺言が収められたビデオテープを発見し、事態を把握して2人のもとへと急行していた。しかし、響子が到着した時には既に祐一は亡くなっており、解剖も無意味に終わっていた。
響子は“死に水”を記事にしようとしたが、証拠がないため許可が下りない。ダムの存在を知ってからは水道を使わず、ペットボトルのミネラルウォーターで生活していた響子だが、彼女もとっくに“死に水”の呪いに侵されていた。出社しない響子を心配して自宅を訪ねた同僚の目の前で、響子が投身自殺をしたところで物語は終わる。

### 登場人物・キャスト
戸隠響子
演 - 井川遥
東京中央新聞の記者。まだ赤ん坊の息子と2人暮らし。周囲で立て続けに異常な自殺が起きたことから、その原因を探り始める。
岡祐一
演 - 渡部篤郎
響子の元夫。水道局の職員。息子が生まれた頃に重病が発覚し、響子には隠したまま一方的に離婚している。
渚由美
演 - 星井七瀬
高校生。杜川のメモ帳に写真が挟まれていた少女。周囲の人間が次々に亡くなっていくことから疫病神を自称する。
野田美里
演 - 山崎真実
由美の友人。喉の渇きを解消するため無意識のうちに水槽やトイレタンクの水を飲んだ後、大量に脱毛した自分を映す鏡を割り、その破片で目を刺して自殺する。
志度浩太郎
演 - 松尾政寿
響子の同僚。彼女に好意を持っている。
大村直治
演 - 入江昌樹
祐一の友人。医師。異常な自殺について調べる響子に協力する。
目黒彩
演 - 矢沢心
杜川乙一郎の研究室の学生。杜川と一緒にいた由美を彼の協力者で霊感があると話す。
白鳥夏美
演 - 三輪ひとみ
死者が相次いだため閉鎖する老人ホームを管理する職員。
矢沢弘美
演 - 鈴木美生
由美の友人。異常な喉の渇きを感じた末に、授業中の教室で自ら目を潰して自殺した。
殿村肇
演 - でんでん
響子の上司。離婚した響子を「運のない女」と称する。
杜川乙一郎
演 - 柳ユーレイ
大学教授。由美の境遇を知り助けようとしていた。“死に水”を調べるため半年前に宮崎へ行くが行方不明となり、自殺したホームレスとして発見される。
箕浦志保
演 - 神農幸
祐一の同僚。祐一とは「祐一さん」「志保」と名前で呼び合う間柄。

### スタッフ
- 製作：大橋孝史
- 監督・脚本：山本清史
- 撮影：喜久村徳章
- 照明：才木勝
- 録音：岩丸恒
- 美術：井上心平
- 編集：高橋信之
- 音楽：和田貴史
- 音楽プロデューサー：倉田真二
- 助監督：阿部満良
- 製作担当：村田亮
- 製作会社：ポニーキャニオン、スカパー・ウェルシンク、Yahoo! JAPAN、博報堂DYメディアパートナーズ、グレード・コミュニケーション、トルネード・フィルム
- 配給：トルネード・フィルム
- 上映時間：102分